# Język hiszpański na Curaçao
Język hiszpański na Curaçao – obecność i znaczenie języka hiszpańskiego na Curaçao.

## Tło
Język hiszpański ma, mimo braku statusu oficjalnego, ugruntowaną pozycję na wyspie, a historia jego użycia w tym karaibskim terytorium sięga początków kolonizacji Ameryk przez Europejczyków. Jego obecność należy rozpatrywać zarówno w kontekście złożonej sytuacji etniczno-religijnej terytorium, jak i relacji ekonomicznych z krajami latynoamerykańskimi, zwłaszcza z Kolumbią i Wenezuelą. Zauważa się również zmienną w czasie percepcję tego języka wśród mieszkańców Curaçao, od postrzegania go jako języka władzy, możliwości i prestiżu w wieku XVIII i XIX do języka migrantów zarobkowych i uchodźców politycznych na przełomie XX i XXI wieku.

## Liczba użytkowników
Społeczeństwo Curaçao zwykło się uznawać za inherentnie wielojęzyczne, zdolne do płynnej komunikacji zasadniczo w czterech językach (papiamento, holenderskim, angielskim i hiszpańskim). W związku z tym właściwa liczba osób hiszpańskojęzycznych może być trudna do precyzyjnego określenia. Niemniej, zgodnie z danymi ze spisu powszechnego z 2011, 5.6% mieszkańców wyspy zadeklarowało hiszpański jako swój język ojczysty. Dane podawane przez Instytut Cervantesa wskazują, że posługuje się nim i rozumie ogromna większość populacji terytorium.

## Wpływ kulturowy
Papiamento, język kreolski rodzimy dla Curaçao, rozwinął się pod znacznym wpływem hiszpańskiego. Wskazuje się jednocześnie, że spośród kilku jego dialektów, większym prestiżem cieszą się te bliższe hiszpańskiemu.
Istnieje znaczący korpus literatury hiszpańskojęzycznej stworzonej przez autorów pochodzących z wyspy. Można jednocześnie wykazać istnienie rozmaitych tytułów prasowych wydawanych w języku hiszpańskim na Curaçao, na przestrzeni przeszło stulecia.

## Obecność w przestrzeni publicznej
Oficjalna strona internetowa rządu Curaçao nie posiada wersji hiszpańskojęzycznej. Jednakże, wraz z rozkwitem branży turystycznej z końca XX wieku kastylijski wprowadzono jako przedmiot obowiązkowy do wyspiarskich szkół średnich. Również współcześnie wydawana jest na wyspie prasa hiszpańskojęzyczna, w tym pismo Noticias Curazao.